# Edifício Central dos Correios de Pontevedra
A Estação Central dos Correios e Telecomunicações de Pontevedra é um edifício situado entre as ruas da Oliva e García Camba, em pleno centro comercial e financeiro de Pontevedra, Espanha. Desde a sua construção, tem sido a sede principal dos Correios na cidade e na província de Pontevedra. Em frente à sua fachada principal há uma oliveira que deu o seu nome à Rua da Oliva.

## História
No século XIX Pontevedra precisava de uma estação central dos correios adequada ao seu estatuto de capital da sua província. Em 1908, o Ministro do Interior, Juan de la Cierva y Peñafiel, anunciou a construção de um novo edifício dos correios na cidade. Em 1910, começaram os trabalhos de procura de terrenos para o edifício. Em 1911, o Conselho de Ministros aprovou a construção e foi escolhido um terreno entre a Rua da Oliva e a Rua García Camba proposto pelo Marquês de Riestra, um polígono irregular de seis lados com uma área de 800 metros quadrados.
Em 1912, a Câmara Municipal de Pontevedra comprou o terreno ao Marquês de Riestra por cento e quinze mil pesetas e cedeu-o ao Estado. As normas do concurso para a construção do edifício foram tornadas públicas, tendo sido escolhido o projecto art nouveau do arquitecto madrileno Carlos Gato Soldevilla (autor de edifícios art nouveau como o pavilhão do Ministério das Obras Públicas em Madrid). A construção do edifício foi adjudicada em 1915 ao empreiteiro Cándido Casalderrey por 348.967 pesetas. Os trabalhos começaram nesse ano.
A obra durou vários anos e foi interrompida várias vezes devido à falta de pagamento pelo Estado e à dívida acumulada com o empreiteiro. Em 1926, foram atribuídas 200.000 pesetas para completar a construção, que estava paralisada desde 1923. A Estação Central dos Correios e Telecomunicações de Pontevedra foi inaugurada em 1929, ano em que os emblemáticos leões foram colocados na fachada sul do edifício como caixas de correio para o estrangeiro e Espanha. Em maio de 1930, o edifício foi mobilado.
Dado o seu valor histórico, no início do século XXI, em 2001, o arquitecto Enrique Solana de Quesada, também madrileno, foi encarregado de elaborar o projecto de reabilitação do edifício. Após a sua reforma, foi reaberto ao público a 21 de julho de 2003.

## Descrição
O edifício pertence ao estilo Art Nouveau que prevaleceu nos primeiros anos do século XX. O arquitecto desenhou-o tendo em mente os edifícios do norte da Europa. Em particular, queria que se assemelhasse ao estilo flamengo renascentista, com a característica galega da construção em pedra.
O edifício, como a maioria dos edifícios das Estações Centrais dos Correios espanhóis, está articulado em torno de um pátio central acima de um salão público. Existe outro pátio mais pequeno e à volta destes pátios todos os escritórios estão articulados. O topo dos três andares é o sótão.
O edifício é feito de granito e tem uma meia cave, um rés-do-chão, dois andares superiores e um sótão. As aberturas nas paredes do primeiro andar têm lintéis e as do andar superior têm lintéis arqueados com um arco duplo. No rés-do-chão há um grande friso ao nível do tecto.
A entrada principal apresenta-se no canto em forma de um chanfro com arcos apoiados em colunas clássicas e escadas de pedra que conduzem a um hall de entrada elevado. É decorada com figuras geométricas de pedra na fachada, principalmente ao nível do sótão, e janelas geométricas em cada um dos níveis. O nível superior acima da entrada principal é coroado pelo brasão de pedra da cidade.
Na fachada sul encontram-se dois leões de bronze (os únicos originais na Galiza ) cujas bocas servem de janelas para a introdução de correio para o estrangeiro e para Espanha e representam a guarda e a segurança tanto do edifício como da correspondência.
O interior luminoso combina a utilização de materiais como o vidro, madeira e gesso, destacando-se a magnífica abóbada de vidro colorido, cujo elemento central é o brasão da cidade de Pontevedra com a sua ponte, calvário, castelo antigo e torre com ameias. No tecto da grande sala em que decorre a vida pública do edifício, há uma belo vitral que mostra o brasão da cidade, utilizando a técnica grisaille. Há 2.452 peças de vidro que formam uma superfície de 98 metros quadrados.
O brasão da cidade tem 4 metros de altura e 2,52 metros de largura e está rodeado por uma orla de 20 rosáceas. Restaurado em 2003, foi restaurado em todo o seu esplendor graças ao trabalho da empresa Azpilcueta de A Coruña. A técnica utilizada para desenhar o brasão no vidro é a grisaille, na qual o pigmento é retirado, uma vez que a cor o aproxima do próprio vidro. Esta técnica procura também evitar que a luz passe através do vidro, criando assim novas sensações no espaço.
Na decoração do salão central foram utilizadas pinturas a óleo em geral e imitações em bronze, douração, mosaicos, cerâmicas e vitrais artísticos.
Em 1916, o arquitecto da estação central dos correios de Pontevedra, Carlos Gato Soldevilla, também projectou o edifício para a estação central dos correios de Burgos.

## Galeria

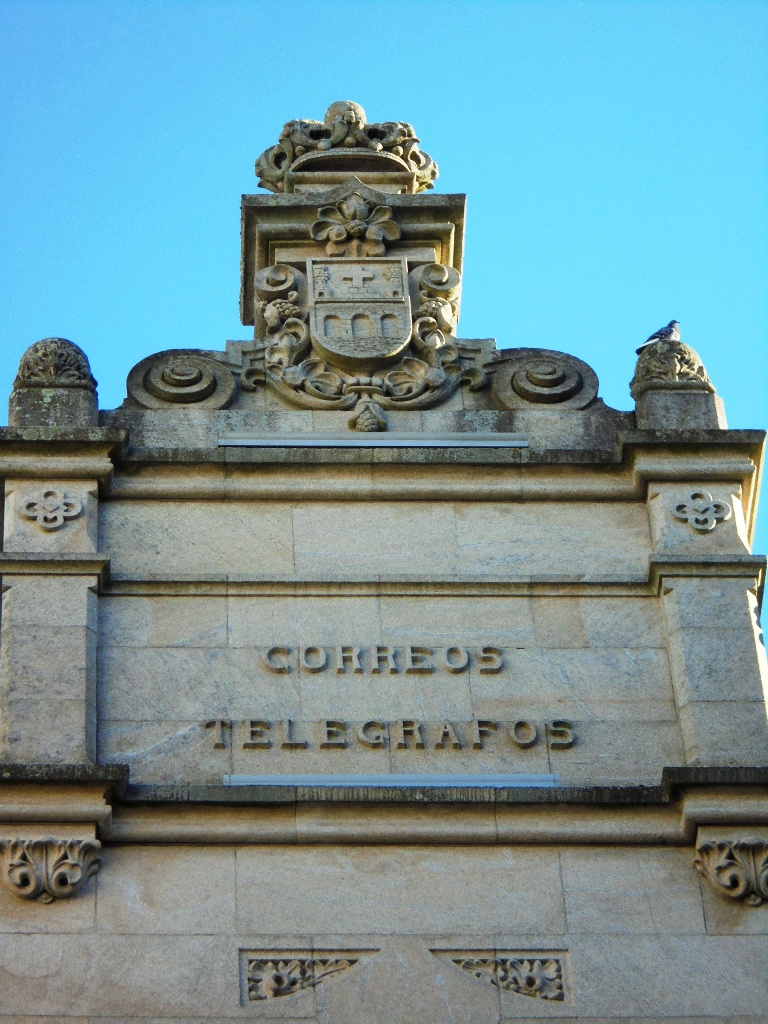
Brasão da cidade no topo de ambas as fachadas
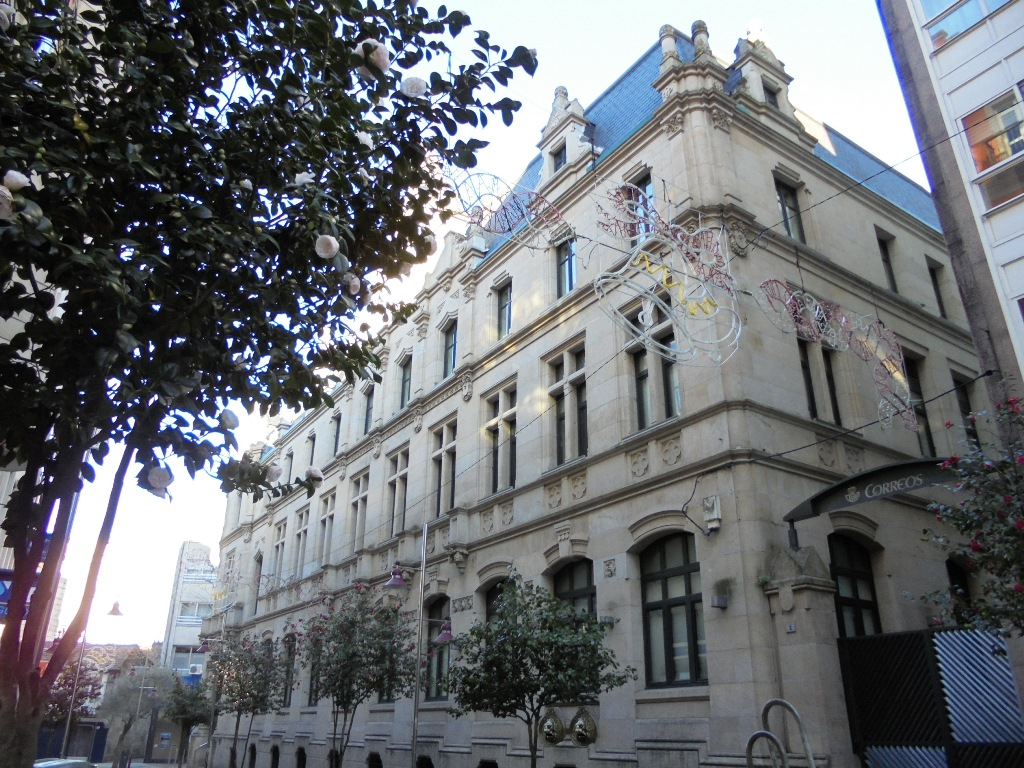
Fachada da rua García Camba
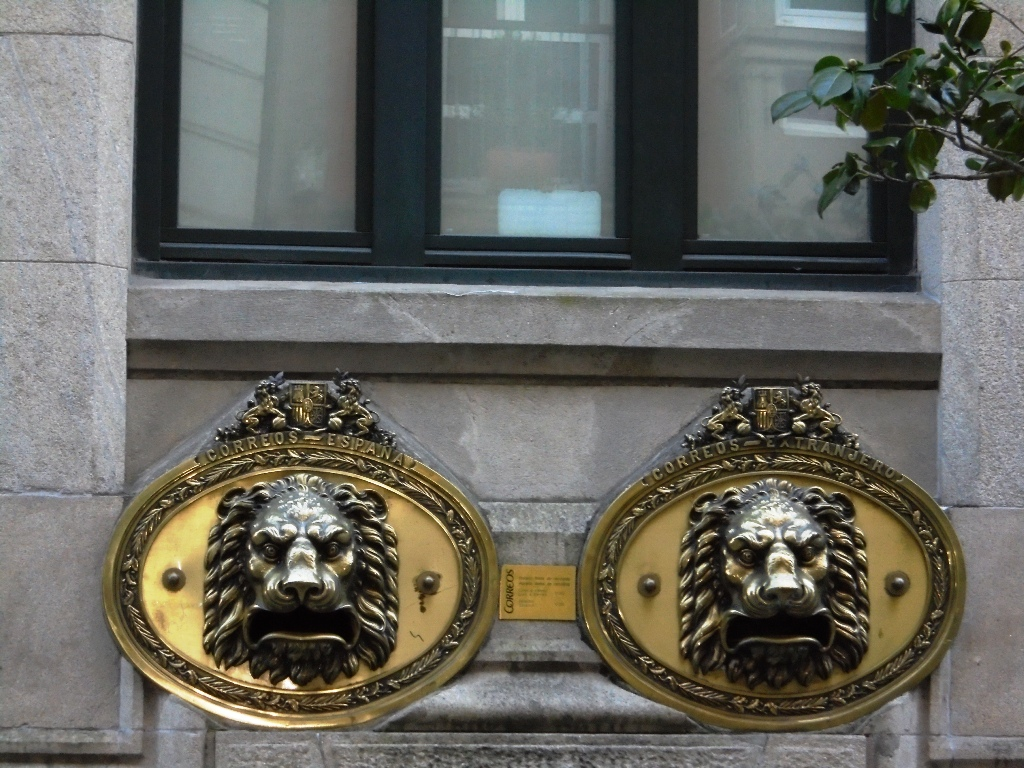
As duas caixas de correio com cabeça de leão
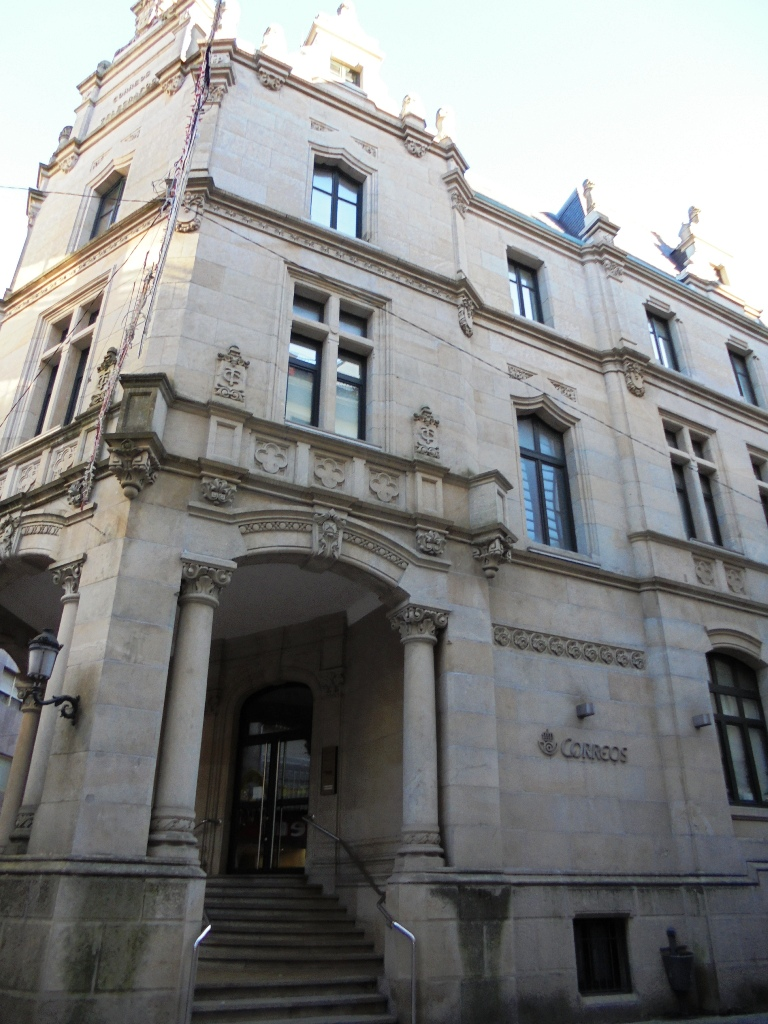
Detalhe da entrada lateral
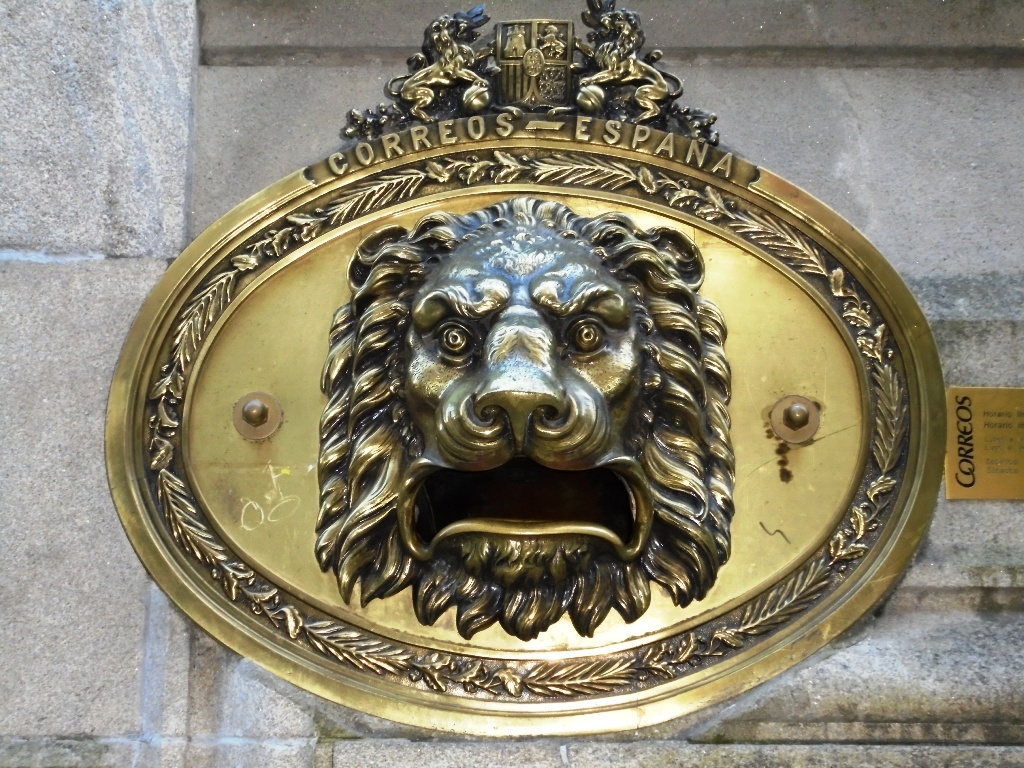
Caixa de correio para a Espanha
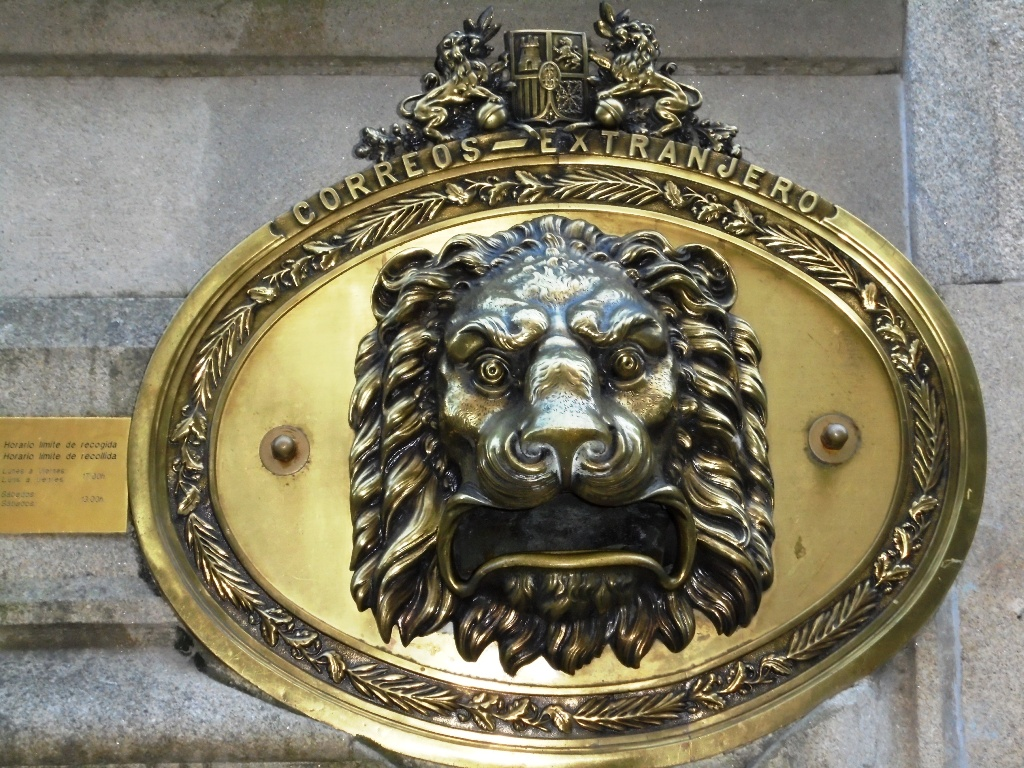
Caixa de correio para o exterior
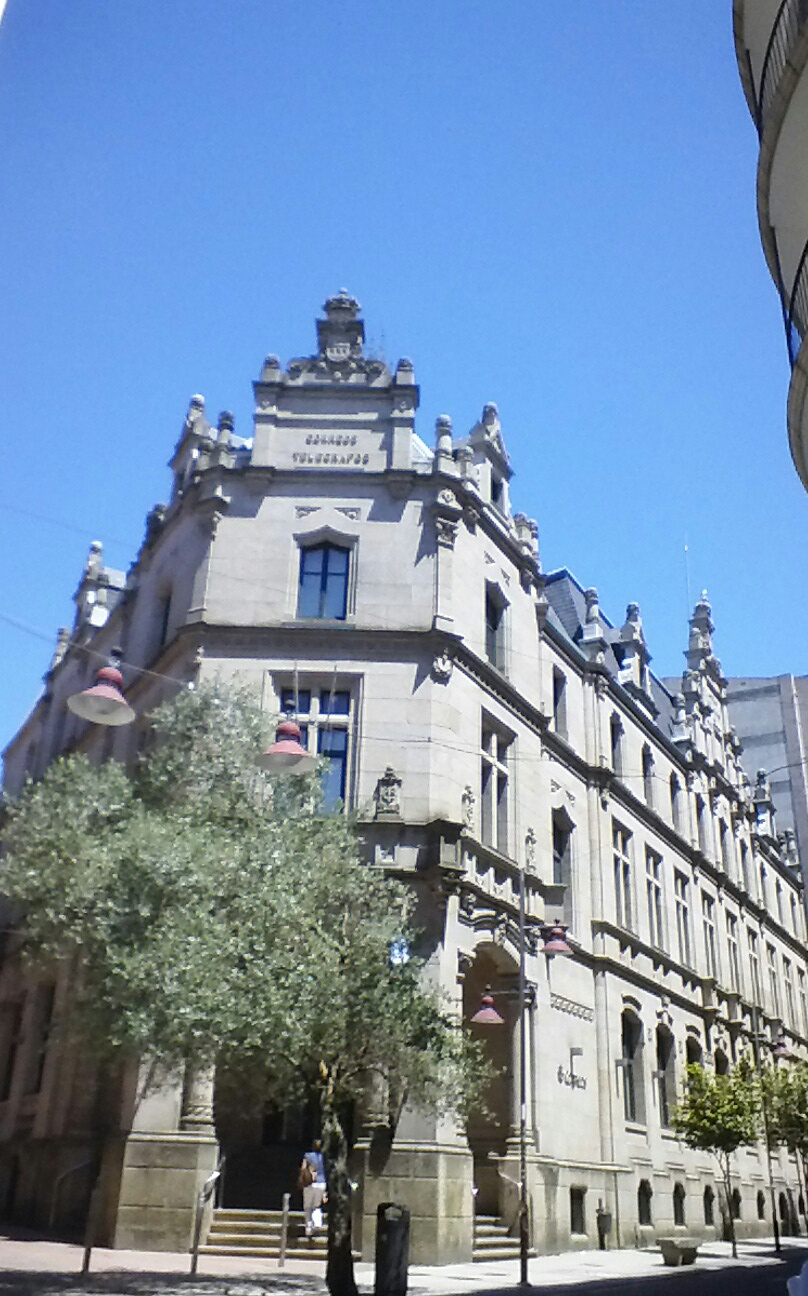
Entrada

### Artigos relacionados
- Rua da Oliva
- Rua García Camba
- Café Moderno (Pontevedra)
- Edifício Gran Garaje
- Escola Secundária Valle-Inclán
- Edifício do Banco de Espanha (Pontevedra)